# Pagurion tuberculata
Pagurion tuberculata är en kräftdjursart som beskrevs av Sueo M. Shiino 1933. Pagurion tuberculata ingår i släktet Pagurion och familjen Bopyridae. Inga underarter finns listade i Catalogue of Life.